# Patricia Howlin
Patricia Howlin (8 d'octubre de 1946), és professora de Psicologia Clínica Infantil a l'Institut de Psiquiatria, Psicologia i Neurociència de Londres. Els principals interessos de la seva recerca se centren en l'autisme i els trastorns del desenvolupament, incloent la síndrome de Williams, trastorns del desenvolupament del llenguatge i la síndrome X fràgil.
Howlin és membre de la British Psychological Society (BPS), on ha estat Catedràtica de l'Associació de Psicologia i Psiquiatria Infantil del Regne Unit i de la Societat per a l'Estudi de Fenotips del Comportament. És una redactora i fundadora de la revista Autism.

## Selecció d'obres
- Howlin, Patricia. Autism and Asperger syndrome: preparing for adulthood (en anglès).  Routledge, 2004. ISBN 9780415309684.
- Howlin, Patricia; Goode, Susan; Hutton, Jane; Rutter, Michael «Adult outcome for children with autism» (en anglès). Journal of Child Psychology and Psychiatry, 45.2, 2004, pàg. 212–229. DOI: 10.1111/j.1469-7610.2004.00215.x. PMID: 14982237.
- Howlin, Patricia; Baron-Cohen, Simon; Hadwin, Julie. Teaching children with autism to mind-read : a practical guide for teachers and parents (en anglès).  Wiley, 1999. ISBN 9780585334424.
- Howlin, Patricia; Moore, Anna «Diagnosis in Autism A Survey of Over 1200 Patients in the UK» (en anglès). Autism, 1.2, 1997, pàg. 135–162. DOI: 10.1177/1362361397012003.